# Борашин
Борашин (пол. Boraszyn, нім. Borschen) — село в Польщі, у гміні Волув Воловського повіту Нижньосілезького воєводства.
Населення — 100 осіб (2011).
У 1975-1998 роках село належало до Вроцлавського воєводства.

## Демографія
Демографічна структура станом на 31 березня 2011 року:
|          | Загалом | Допрацездатний вік | Працездатний вік | Постпрацездатний вік |
| -------- | ------- | ------------------ | ---------------- | -------------------- |
| Чоловіки | 45      | 9                  | 31               | 5                    |
| Жінки    | 55      | 13                 | 30               | 12                   |
| Разом    | 100     | 22                 | 61               | 17                   |